# Ramboldia heterocarpa
Ramboldia heterocarpa är en lavart som först beskrevs av Fée, och fick sitt nu gällande namn av Kalb, Lumbsch & Elix. Ramboldia heterocarpa ingår i släktet Ramboldia och familjen Lecanoraceae.   Inga underarter finns listade i Catalogue of Life.